# جون ماكجرو (شخصية أعمال)
جون ماكجرو (بالإنجليزية: John McGraw)‏ هو شخصية أعمال أمريكي، ولد في 22 مايو 1815، وتوفي في 4 مايو 1877.